# Kurt Vittinghoff
Kurt Vittinghoff (ur. 9 stycznia 1928 w Mülheim an der Ruhr, zm. 15 sierpnia 2011 w Bad Kreuznach) – niemiecki polityk i działacz związkowy, poseł do Parlamentu Europejskiego II i III kadencji.

## Życiorys
Zawodowo pracował jako stolarz, od 1953 udzielał się w radach pracowniczych. Od 1964 był etatowym pracownikiem związku zawodowego IG Metall. Należał do Socjaldemokratycznej Partii Niemiec. Pełnił funkcję przewodniczącego Arbeitsgemeinschaft für Arbeitnehmerfragen (organizacji pracowniczej afiliowanej przy SPD) w Nadrenii-Palatynacie.
W 1984 uzyskał mandat eurodeputowanego II kadencji. Z powodzeniem ubiegał się o reelekcję w wyborach w 1989, zasiadając w PE do 1994. Był członkiem frakcji socjalistycznej, pracował m.in. w Komisji ds. Środowiska Naturalnego, Zdrowia Publicznego i Ochrony.